# Amrit

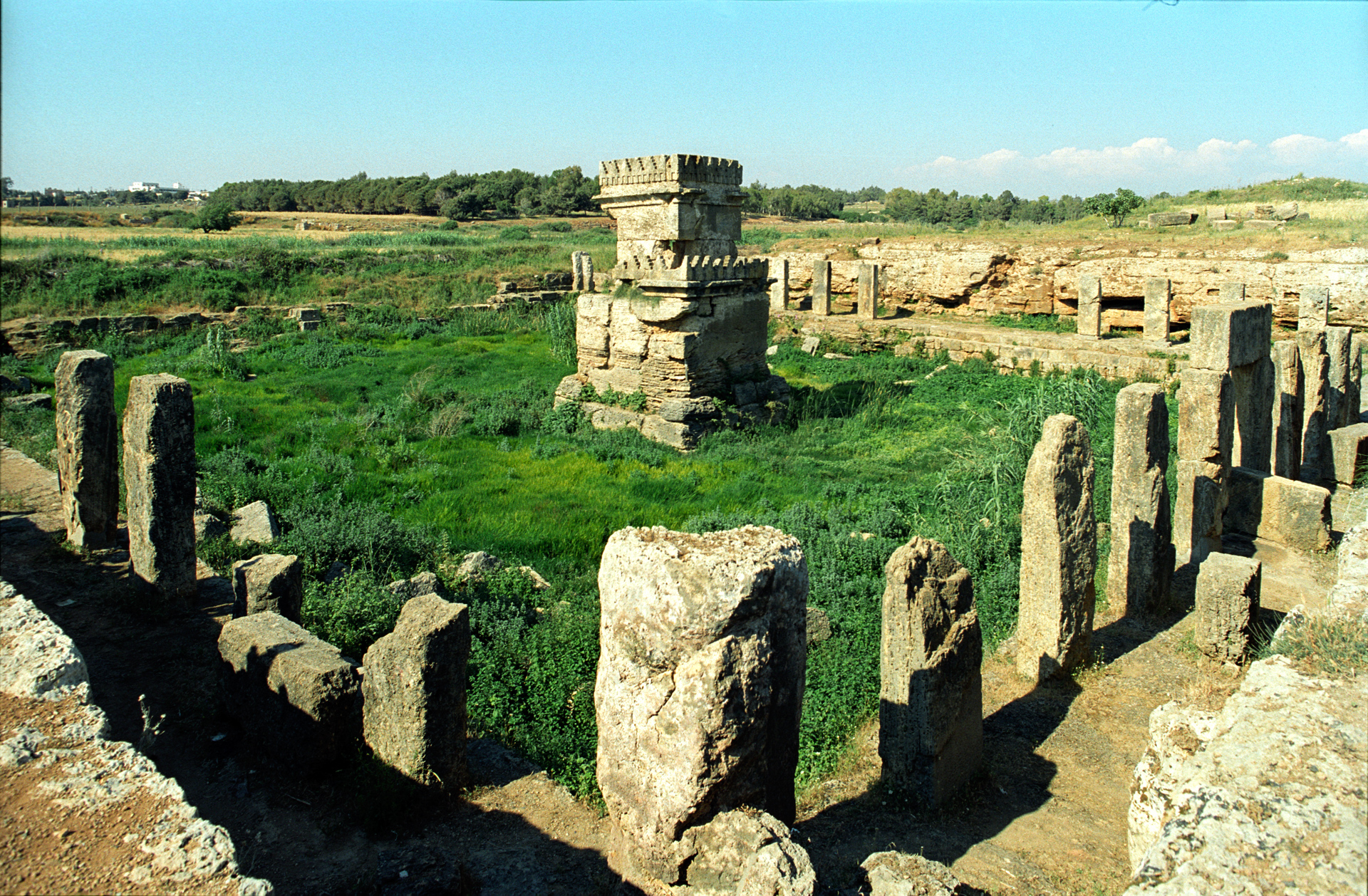
Amrit – ruiny świątyni

Amrit (arab. عمريت, gr. klas. Μάραθος) – stanowisko archeologiczne w Syrii, w pobliżu Tartusu, zajmujące około 6 kilometrów kwadratowych.
Już w I wieku p.n.e. oddawano tu cześć bogom Melkarta i Eszmun.
Zachowały się tu pozostałości starożytnej nekropoli fenickiej i jedne z najlepiej zachowanych ruin świątyni z V wieku p.n.e. Świątynię wzniesiono na planie prostokąta z portykiem, wewnątrz znajdowała się kapliczka. Na terenie nekropoli, złożonej w większości z grobów szybowych, odkryto monolityczne pomniki w formie dziesięciometrowych wież z sześciokątną podstawą i cylindrycznym korpusem. Pomniki te pochodzą z V i IV wieku p.n.e. Zdobione są w mieszanym stylu fenicko-persko-hellenistycznym, zdradzają również wpływy sztuki egipskiej.
Początki istnienia Amritu nie są do końca wyjaśnione, uważa się jednak, że Fenicjanie z pobliskiego Arwadu założyli osadę jako ośrodek kultu religijnego lub miasto satelickie.